# Unité urbaine de Vesoul
L'unité urbaine de Vesoul est une unité urbaine française centrée sur Vesoul, préfecture du département de la Haute-Saône, au cœur de la cinquième unité urbaine de Franche-Comté.

## Données globales
En 2010, selon l'INSEE, l'unité urbaine de Vesoul est composée de huit communes, toutes  situées dans le département de la Haute-Saône, plus précisément dans l'arrondissement de Vesoul.
Dans le zonage de 2020, elle est constituée des huit mêmes communes.
En 2022, avec 28 662 habitants, elle constitue la première unité urbaine de la Haute-Saône et elle occupe le 12e rang régional en Bourgogne-Franche-Comté, après l'unité urbaine de Dole (11e rang régional) et avant celle de Lons-le-Saunier (13e rang régional).
En 2019, sa densité de population s'élève à 426 hab/km².

## Délimitation de l'unité urbaine de 2020
Elle est composée des huit communes suivantes :

| Nom                 | Code Insee | Statut | Superficie (km2) | Population (dernière pop. légale) | Densité (hab./km2) |
| ------------------- | ---------- | ------ | ---------------- | --------------------------------- | ------------------ |
| Échenoz-la-Méline   | 70207      |        | 8,09             | 3 187 (2022)                      | 394                |
| Frotey-lès-Vesoul   | 70261      |        | 7,63             | 1 367 (2022)                      | 179                |
| Navenne             | 70378      |        | 3,91             | 1 591 (2022)                      | 407                |
| Noidans-lès-Vesoul  | 70388      |        | 8,64             | 1 979 (2022)                      | 229                |
| Pusey               | 70428      |        | 8,18             | 1 437 (2022)                      | 176                |
| Quincey             | 70433      |        | 12,63            | 1 359 (2022)                      | 108                |
| Vaivre-et-Montoille | 70513      |        | 8,48             | 2 436 (2022)                      | 287                |
| Vesoul              | 70550      |        | 9,07             | 15 306 (2022)                     | 1 688              |

## Démographie
| 1968   | 1975   | 1982   | 1990   | 1999   | 2008   | 2013   | 2019   |
| ------ | ------ | ------ | ------ | ------ | ------ | ------ | ------ |
| 23 217 | 27 312 | 29 272 | 29 647 | 29 916 | 29 517 | 29 057 | 28 394 |